# Leszek Możdżer
Leszek Możdżer (Lesław Henryk Możdżer), född 23 mars 1971 i Gdańsk är en polsk jazzpianist och kompositör.
Han har gjort nyskapande tolkningar av Chopins musik och samarbetat med bland andra Marcus Miller, David Gilmour, John Scofield, Pat Metheny, Lars Danielsson och Zbigniew Preisner.